# 몽골 신화

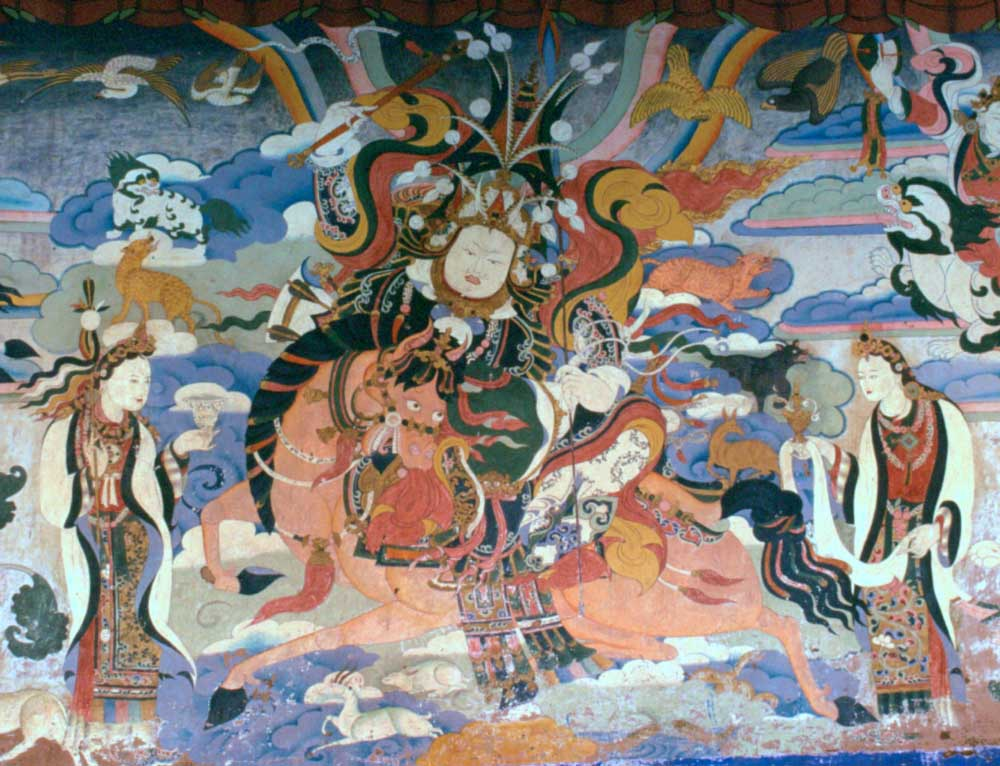
링의 게사르 왕을 묘사한 벽화

몽골 신화는 몽골의 전통 신화 및 종교이다.

## 창조
많은 몽골 창조 신화가 있다. 가장 오래된 것에서 세상의 창조는 불교의 신인 라마에 기인한다. 태초에 물밖에 없었고, 라마가 하늘에서 쇠막대기를 들고 내려와 휘젓기 시작했다. 그가 물을 휘젓기 시작하자 바람과 불이 일어나 물의 중심이 두꺼워져 땅이 되었다. 또 다른 창조 신화는 또한 하늘과 땅의 창조를 우단이라고 불리는 라마에게 돌린다. 우단은 먼저 하늘과 땅을 나누고 하늘과 땅을 둘 다 아홉 층으로 나누고 아홉 개의 강을 만들었다. 땅 자체가 창조된 후, 최초의 남녀 커플이 진흙으로 창조되었다. 그들은 모든 인류의 조상이 될 것이다.
또 다른 예에서 세계는 점점 더 따뜻하고 축축해지면서 바다를 만든 폭우를 촉발시키는 교반 가스로 시작되었다. 먼지와 모래가 표면으로 올라와 흙이 되었다. 또 다른 이야기는 석가모니가 지구를 창조할 수단을 찾기 위해 해수면을 조사하다가 황금 개구리를 발견했다는 이야기이다. 부처님은 동쪽에서 개구리를 찔러서 회전시켜 북쪽을 향하게 했다. 입에서는 불이 나고 엉덩이에서는 물이 흘렀다. 부처는 등에 황금빛 모래를 던져 땅이 되었다. 그리고 이것이 화살의 나무와 금속, 그리고 불, 물, 모래의 다섯 가지 지상 요소의 기원이었다. 이러한 신화는 황샤머니즘(샤머니즘적 형태를 사용하는 티베트 불교)이 몽골에 설립된 17세기로 거슬러 올라간다. 불교 이전 시대의 흑샤머니즘과 백샤머니즘은 몽골 최북단(후브스굴호 주변)과 라마교 박해가 효과가 없었던 바이칼호 주변 지역에서만 살아남았다.

## 신들
- 바이-울간과 에세게 말란은 창조신이다.
- 오트는 결혼의 여신이다.
- 퉁악은 부족장들의 수호신이자 몽골 신화에 나오는 작은 영혼들의 지배자이다.
- 얼릭 칸은 명계의 왕이다.
- 다이치 텡그리는 전투 중에 때때로 적군이 희생되는 전쟁의 붉은 신이다.
- 자아린 텡그리는 코리치( 몽골비사에서) "하늘과 땅이 테무친(나중에 징기스칸 )을 국가의 영주로 만들기로 합의했다"라는 소의 환상을 주는 영혼이다.
- 하늘의 신 텡그리는 기원전 2세기의 흉노에서 증명된다. 흉노는 몽골이 아닐 수도 있지만 텡그리는 몽골을 포함한 여러 중앙아시아 민족에게 공통적인 최고신이다.

늑대, 매, 사슴, 말은 중요한 상징 동물이었다.

## 텍스트와 신화
울리게르는 전통적인 서사시이며 게사르 왕의 서사시는 중앙아시아 및 티베트와 공유된다.
게사르 왕의 서사시(Ges'r, Kesar)는 텡그리교의 예언자 게세르에 대한 몽골 종교 서사시이다.

## 같이 보기
- 마나스
- 튀르크몽골 전통

## 참고 문헌
- Walter Heissig, The Religions of Mongolia, Kegan Paul (2000).
- Myths Connected With Mongol Religion, A Journey in Southern Siberia, by Jeremiah Curtin.
- Gerald Hausman, Loretta Hausman, The Mythology of Horses: Horse Legend and Lore Throughout the Ages (2003), 37-46.
- Yves Bonnefoy, Wendy Doniger, Asian Mythologies, University Of Chicago Press (1993), 315-339.
- 满都呼, 中国阿尔泰语系诸民族神话故事(folklores of Chinese Altaic races).民族出版社, 1997. ISBN 7-105-02698-7.
- 贺灵, 新疆宗教古籍资料辑注(materials of old texts of Xinjiang religions).新疆人民出版社, May 2006. ISBN 7-228-10346-7ISBN 7-228-10346-7.
- Nassen-Bayer; Stuart, Kevin (October 1992). “Mongol creation stories: man, Mongol tribes, the natural world and Mongol deities”. 2 51. Asian Folklore Studies: 323–334. 2010년 5월 6일에 확인함.
- Sproul, Barbara C. (1979). 《Primal Myths》. HarperOne HarperCollinsPublishers. ISBN 978-0-06-067501-1.
- S. G. Klyashtornyj, 'Political Background of the Old Turkic Religion' in: Oelschlägel, Nentwig, Taube (eds.), "Roter Altai, gib dein Echo!" (FS Taube), Leipzig, 2005, ISBN 978-3-86583-062-3, 260-265.